# Hernán Sandoval
Hernán René Sandoval Villatoro (Città del Guatemala, 22 luglio 1983) è un ex calciatore guatemalteco, di ruolo attaccante.

## Caratteristiche tecniche
Il suo ruolo naturale è quello di seconda punta, ma può giocare anche come ala destra o ala sinistra.

## Carriera

### Club
Nel 2005, dopo aver giocato al Comunicaciones, viene prestato all'Antigua GFC. Nel 2006 rientra dal prestito. Rimane al Comunicaciones fino al 2012. L'8 gennaio 2012 viene ufficializzata la sua cessione in prestito alla Juventud Escuintleca. Rientrato dal prestito, viene immediatamente ceduto, sempre in prestito, allo Xelajú MC. Nel 2016 viene ingaggiato dal Capitalinos.

### Nazionale
Ha debuttato in Nazionale nel 2003. Ha messo a segno le sue prime due reti con la maglia della Nazionale il 21 febbraio 2005, in Guatemala-Nicaragua (4-0), in cui ha siglato la rete del momentaneo 2-0 e quella del definitivo 4-0. Ha partecipato, con la Nazionale, alla Gold Cup 2005 e alla Gold Cup 2007. Ha collezionato in totale, con la maglia della Nazionale, 20 presenze e tre reti.